# Bahnhof Wehrheim

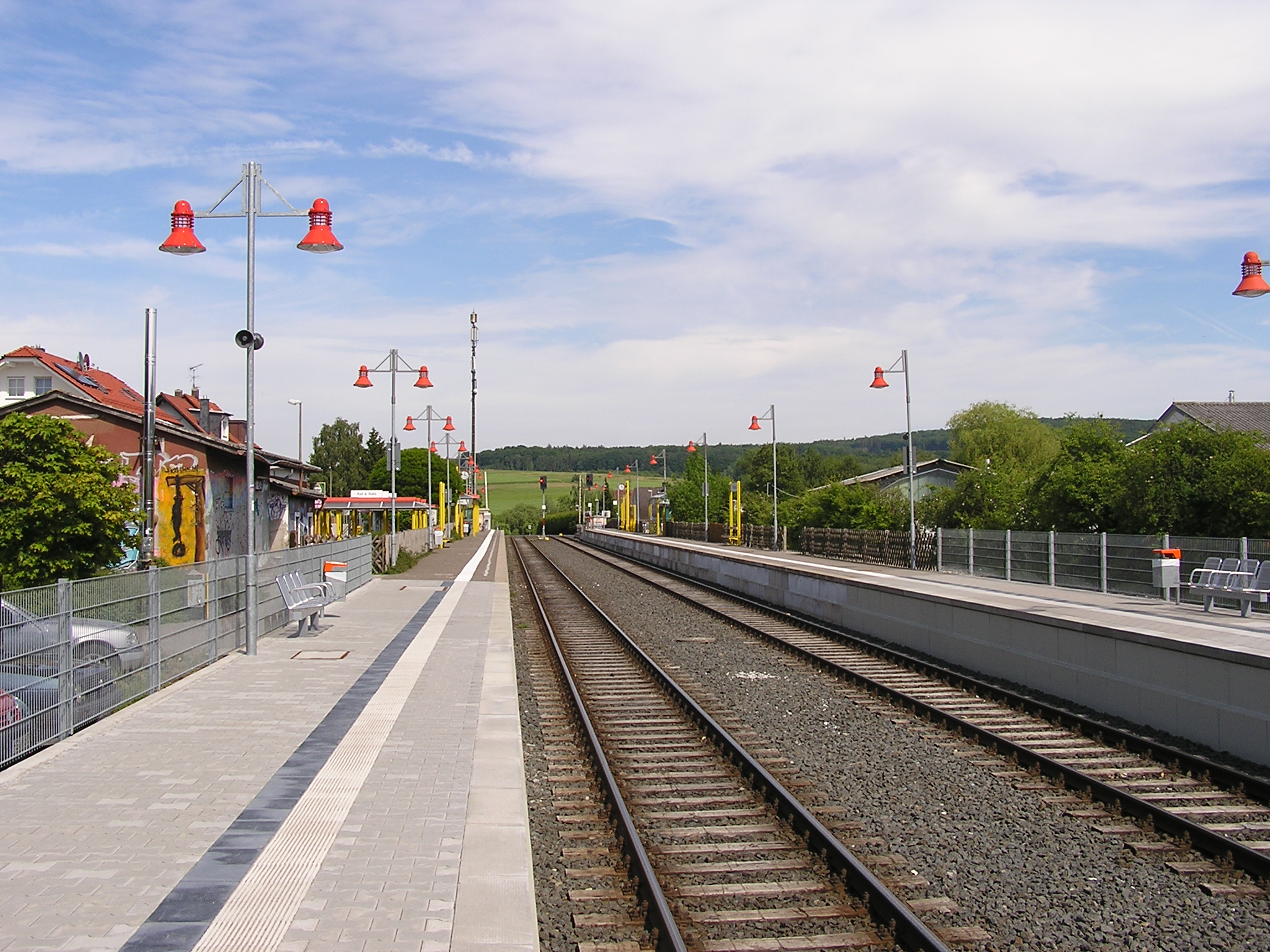
Blick über die Gleise und Bahnsteige

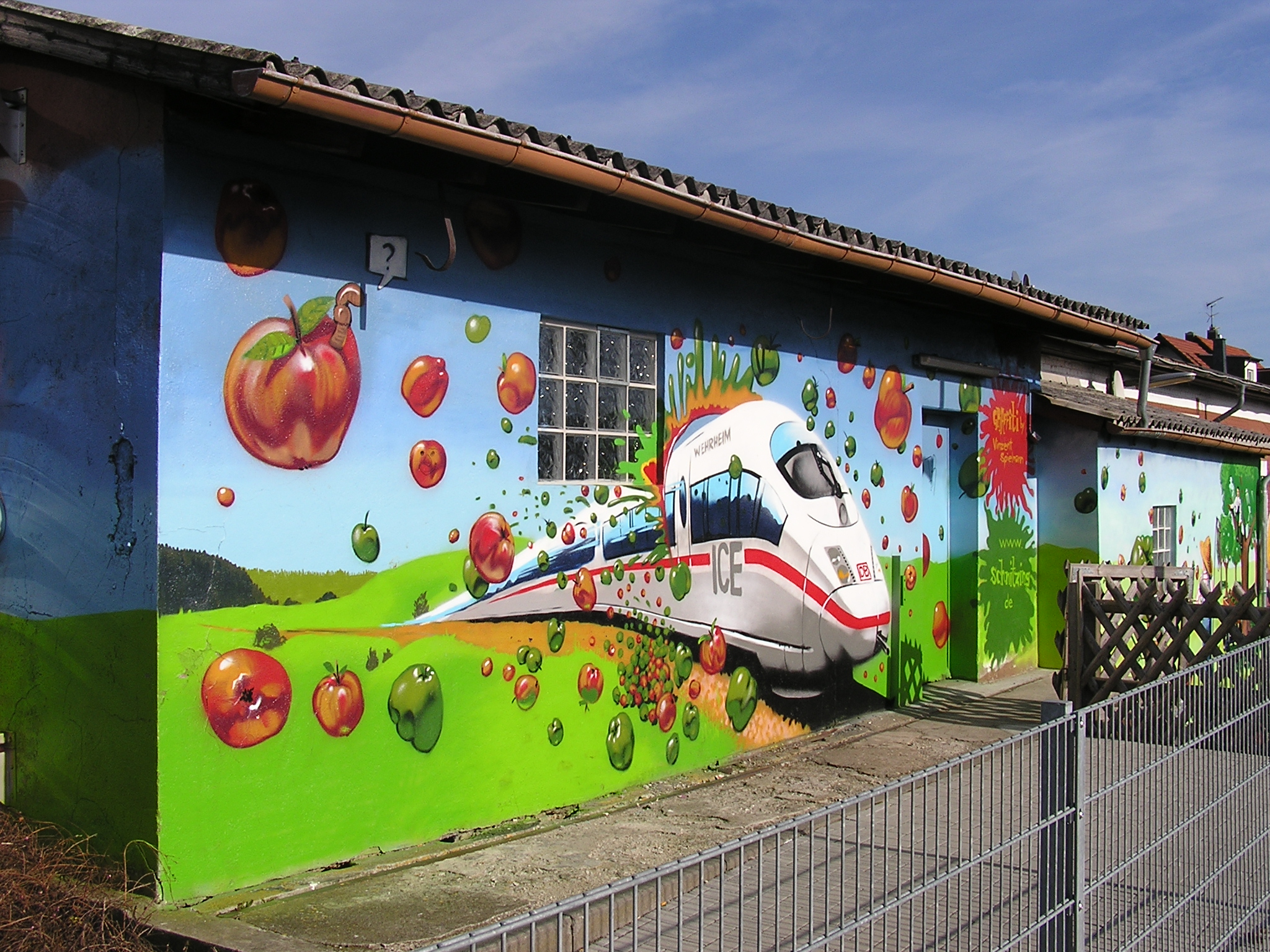
Das zur Namensgebung eines ICE TD (Nr. 5510) auf den Gemeindenamen angefertigte Gemälde am Bahnhof

Der Bahnhof Wehrheim ist der Bahnhof der Kerngemeinde Wehrheim an der Bahnstrecke Friedrichsdorf–Albshausen. Das Bahnhofsgebäude steht als Kulturdenkmal unter Denkmalschutz.

## Geschichte
Für den am 15. Oktober 1895 eröffneten Streckenabschnitt Homburg–Usingen wurden einheitliche Typenbahnhöfe in Köppern, Anspach und Wehrheim errichtet. Das Wehrheimer Bahnhofsgebäude an Streckenkilometer 9,23 ist als einziges dieser Gebäude erhalten. Es handelt sich um einen langgestreckten Klinkerbau, der aus der Schalterhalle, einem zum Gleis hin vortretendem Stellwerkraum und einem Güterschuppen besteht. Das Gebäude ist durch die Anhebung des ursprünglich flachen Daches und den Verputz deutlich gegenüber dem Urzustand verändert. Während der Bahnhof bei Bau in baufreier Ortsrandlage entstand, sind heute beide Seiten des Bahnhofs von Bebauung umgeben.
Der erste Bahnhofsvorsteher war Wilhelm Ernst. 1904 wurde die damalige Bezirksstraße Usingen–Bad Homburg (bis zum Bau der Umgehungsstraße Bundesstraße 456, heute Bahnhofsstraße) mit Schranken versehen, nachdem es einige Jahre vorher zu einem Unfall gekommen war: Ein Fuhrwerk wollte noch schnell vor dem Zug die Gleise überqueren. Dies misslang und Fuhrmann und Pferd starben. Auch an der anderen Seite des Bahnhofs, am Obernhainer Weg kam es am 28. Juni 1915 zu einem Unfall: Das Kuhfuhrwerk des Bauern Ludwig Bender wurde vom Zug erfasst und eine Kuh starb. Auch dieser Bahnübergang wurde später mit Blinklicht und 1992 dann mit Halbschranken versehen.
Nach dem Eisenbahnunfall von Radevormwald wurden in Wehrheim wie auf vielen Nebenbahnen Ende der 1970er-Jahre Ausfahrsignale nachgerüstet. Als Besonderheit wurden mit diesen Nebenbahn-Lichtsignalen in Wehrheim auch die Einfahrsignale ersetzt.
Am 27. September 2007 wurde hier ein ICE auf den Namen Wehrheim "getauft".

## Verkehr
Die eingleisige Strecke hat im Bahnhof zwei Bahnsteiggleise. Dort halten die Züge der RMV-Linie RB 15 Montag bis Freitag im Halbstundentakt, sonst im Stundentakt. Grundsätzlich werden die Gleise – auch ohne Zugkreuzung – im Richtungsbetrieb befahren (Gleis 1 Richtung Usingen, Gleis 2 Richtung Bad Homburg), einzelne nicht kreuzende Züge nach Bad Homburg weichen jedoch unter anderem im Schülerverkehr wegen der besseren Erreichbarkeit auf das auf der Ortsseite gelegene Gleis 1 aus.
| Linie | Verlauf | Takt                                                |
| ----- | --- | --------------------------------------------------- |
| RB 15 | (Frankfurt (Main) Hbf – Frankfurt-Rödelheim – Oberursel (Taunus) –) (nur HVZ) Bad Homburg – Seulberg – Friedrichsdorf (Taunus) – Köppern – Saalburg (Taunus) – Wehrheim – Neu-Anspach – Hausen (Taunus) – Usingen – Wilhelmsdorf (Taunus) – Hundstadt – Grävenwiesbach – Hasselborn – Brandoberndorf Stand: Fahrplanwechsel Dezember 2022 | 60 min 30 min (Bad Homburg–Grävenwiesbach werktags) |

Benachbarte Bahnhöfe sind die Bahnhöfe Anspach und Saalburg (beim Ortsteil Saalburgsiedlung).